# Ulrich von dem Türlin
Ulrich von dem Türlin (Carinzia, ... – ...; fl. XIII secolo) è stato uno scrittore e poeta tedesco, del XIII secolo, originario della Carinzia.
Fu autore di un poema in strofe, il Willehalm, che racconta l'antefatto dell'omonimo poema scritto da Wolfram von Eschenbach: Guglielmo di Aquitania - Willehalm - è prigioniero in terra pagana, e fugge con Arabele che converte al Cristianesimo. Il poema ebbe discreta fortuna e diffuse ancor più l'epopea di Guglielmo; tuttavia, come epigono di Wolfran, Ulrich ne accentua l'artificiosità linguistica, l'oscurità nelle forme del poetare e la tendenza al predicare moralistico.